# Ha Van Lau
El coronel Hà Văn Lâu (9 de diciembre de 1918 - 6 de diciembre de 2016) fue un militar y diplomático vietnamita.

## Biografía
Se incorporó a las milicias de la Liga para la Independencia (Viet Minh) en 1944. Participó en la primera guerra de Indochina, alcanzando el rango de Coronel en el Ejército Popular de Vietnam; además, fue miembro del Partido Comunista de Vietnam.
Fue asesor militar de la delegación de la República Democrática de Vietnam en la Conferencia de Ginebra (1954), trabajando como un cercano colaborador del dirigente Pham Van Dong . Fue jefe adjunto de la delegación norvietnamita en la etapa inicial de las conversaciones de Paz de París (1968-1971). 
En 1972, presidió la Comisión para la Investigación de Crímenes de Guerra que documentó las consecuencias de los bombardeos estadounidenses contra Vietnam del Norte. 
Fue embajador de su país en Cuba (1974-1976). Después de la reunificación, sirvió como representante Permanente de la República Socialista de Vietnam en las Naciones Unidas (1978-1982)  y viceministro de Relaciones Exteriores (1982-1984).
Fue uno de los expertos consultados en la serie documental de la televisión canadiense Vietnam: The Ten Thousand Day War, producida por Michael Maclear.